# Хайнрих Вилхелм (Золмс-Зоненвалде)
Хайнрих Вилхелм фон Золмс-Зоненвалде-Поух (на немски: Heinrich Wilhelm zu Solms-Sonnenwalde-Pouch; * 21 март 1583; † 21 март 1631) е граф на Золмс-Зоненвалде-Поух.
Той е син на граф Йохан Георг I фон Золмс-Лаубах (1547 – 1600) и съпругата му графиня Маргарета фон Шьонбург-Глаухау (1554 – 1606), дъщеря на граф Георг I фон Шьонбург-Глаухау.
По-големите му братя са Фридрих (1574 – 1635, бездетен), граф на Золмс-Рьоделхайм-Асенхайм, и Алберт Ото I (1576 – 1610), граф на Золмс-Лаубах, а по-малкият му брат Йохан Георг II (1591 – 1632) става граф на Золмс-Барут и Вилденфелс.

## Фамилия
Хайнрих Вилхелм се жени на 16 октомври 1612 г. в Ансбах за графиня София Доротея фон Мансфелд-Арнщайн (* 1593; † 16 януари 1617 в Ансбах), дъщеря на граф Вилхелм V фон Мансфелд-Арнщайн и Матилда фон Насау, дъщеря на граф Йохан VI фон Насау-Диленбург. Те имат децата:
- Анна Сибила (ок. 1620 – 1635), омъжена 1633 г. за граф Йоахим Ернст фон Йотинген-Йотинген (1612 – 1658)
- София Ернстина († млада)
- Йохан Георг (1617 – 1618)

Хайнрих Вилхелм се жени втори път на 23 април 1620 г. за графиня Мария Магдалена фон Йотинген-Йотинген (* 28 август 1600; † 29 май 1636 в Страсбург), дъщеря на граф Лудвиг Еберхард фон Йотинген-Йотинген и графиня Маргарета фон Ербах. Те имат децата:
- Йохан Лудвиг (* 1621)
- Елизабет Шарлота (1621 – 1660), омъжена I. 1640 г. за граф Георг Фридрих фон Раполтщайн (1594 – 1651), II. 1658 г. за граф Йохан Филип III фон Лайнинген-Дагсбург-Емихсбург (1622 – 1666)
- София Доротея (1622 – 1648), омъжена 1647 г. за херцог Улрих фон Вюртемберг-Нойенбюрг (1617 – 1671), син на херцог Йохан Фридрих фон Вюртемберг-Щутгарт
- Георг Фридрих (1626 – 1688), граф на Золмс-Зоненвалде, женен I. 1648 г. за Пракседис фон Хоенлое-Валденбург-Пфеделбах (1627 – 1663), II. 1664 г. за принцеса Анна София фон Анхалт-Бернбург (1640 – 1704)
- Йохан Христиан (1628 – 1629)
- Луиза Хенриета (* ок. 1630)
- Мария Елеонора Христина (* ок. 1630)
- Хедвиг София (* ок. 1630)

Вдовицата му Мария Магдалена фон Йотинген-Йотинген се омъжва втори път за граф Георг Фридрих фон Хоенлое-Нойенщайн-Вайкерсхайм (1569 – 1645).